# 瞳と光央の爆発ラジオ
『瞳と光央の爆発ラジオ』（ひとみとみつおのばくはつらじお）は、1996年10月～2001年3月に放送されていたラジオ番組。パーソナリティーは三重野瞳と岩田光央。

## 概要
- 番組スタート時は120分という長い放送枠だった。
- 1997年8月～12月の間は、三重野瞳が19歳、岩田光央が30歳ということで、10代の女性と30代の男性というコンビになっていた。
- ラジオ日本の制作番組であるが、1997年4月にラジオ大阪で放送が開始されてからは、「1314 V-STATION」の中核番組になるなどで、本元である東京よりも大阪方面で生放送などのイベントが多く催された。
- 1998年9月まではラジオ大阪の土曜 23:30-24:00は東京・文化放送制作番組をネットする枠で「魔神英雄伝ワタル ラジオシリーズ」などの番組を放送したため、当番組は東京（ラジオ日本）は60分、大阪では90分であった。
- 1998年10月～1999年10月の間は、東京、大阪では60分、九州（福岡）では後半30分のみの放送ということで、オープニングトークが2回組み込まれていた。
- ことのほか下ネタ・エロトークが多かったためか男性リスナーの支持が非常に高く、ラストに設けられていた言葉遊びのコーナー「みえまん・いわちんの、私はこんなん、俺のはこんなんだ!」（後述）ではハガキの処理だけで2時間以上の時間がかかることもあった。

## 放送時間（ネット局）
1996年10月～1997年3月
- ラジオ日本 - 日曜 18:30-20:30

1997年4月～1998年3月
- ラジオ日本 - 金曜 24:30-25:30
- ラジオ大阪 - 土曜 23:00-24:30

1998年4月～1998年9月
- ラジオ日本 - 金曜 24:00-25:00
- ラジオ大阪 - 土曜 23:00-24:30

1998年10月～1999年9月
- ラジオ日本 - 金曜 24:00-25:00
- ラジオ大阪 - 土曜 23:00-24:00
- KBCラジオ - 日曜 22:00-22:30

1999年10月～2000年3月
- ラジオ日本 - 金曜 24:00-24:30
- ラジオ大阪 - 土曜 23:00-23:30
- KBCラジオ - 日曜 22:30-23:00
- 大分放送 - 日曜 20:00頃-20:30頃（アニメマインド内において放送）

2000年4月～2001年3月（最終回）
- ラジオ日本 - 金曜 24:00-24:30
- ラジオ大阪 - 土曜 23:00-23:30
- KBCラジオ - 日曜 22:00-22:30

## 主なコーナー
ちょっとだけメッセージ
番組冒頭（60分放送時代はラジオ日本とラジオ大阪のみ）に、リスナーからの一言メッセージを読み上げる。2000年4月～末期においては番組最後にも設けられ、合計2回ずつ放送された。
ふつおた
読んで字の如く、普通のお便り。
爆発部屋へよ～こそ
放送枠が60分の頃、前半30分枠にて毎週ゲストを招き、トークを行っていた。
瞳の中の瞳
三重野瞳が少しの時間だけ一人でいろいろ真面目に語るコーナー。
教えて、ぢぢい
オレロン星人のぢぢい（担当：岩田）が、リスナーからの重箱の隅をつつくような質問に面白おかしく答えていくコーナー。1997年春の改編で一旦終了したが、2000年春の改編で「教えて、ぢぢい・ヴァヴァア」として復活し最終回手前まで存続した。なお、ヴァヴァア（担当：三重野）はフランス経由でアメリカ帰りの女性という設定だった。
解決! 岩田屋本舗
人生相談講座 教授と殺（アヤメ）
教授（かなだらいパル彦2世　担当：岩田）と助手・殺（アヤメ　担当：三重野）というキャラクターが登場。内容はほぼ「教えて、ぢぢい」に準ずる。殺はやたらと甲高い声という設定だったため、殺を担当していた三重野瞳は「これ、歌手生命に関わるね。ノド潰すよ」と番組最終回でぼやいていた。
瞳のピキピキ妖怪図鑑
リスナーから送られてきた、妖怪の仕業と思われる超常現象（些細なものが殆ど）の報告に対して、水木しげる子（担当：三重野）がネズミ（担当：岩田）とおもしろおかしく解説するコーナー。
平成タイムボカン
勇者指令ダグオン
スチュワートの「What's up time」
岩田の奥さんどんな人？
正しい爆ラジの聴き方
ラジオドラマ「吸血姫美夕」
光央の裏広辞苑
プロジェクト「爆」
番組オリジナルCD製作について報告・連絡・相談するコーナー。番組CD製作には1999年4月以降の番組存続が賭けられ、ノルマである10327枚以上の売り上げを2月までに達成できなければ、番組が3月で打ち切られてしまうという捨て身の企画であった。
県下上等甲子園
地域振興ケンカ買います!!
Mの確率／Vの確執
この番組を提供していたビクターエンタテインメントの社員が登場し、三重野瞳・岩田光央と曲紹介・宣伝の権利をかけてサイコロ勝負（ミニゲーム）をするコーナー（後述詳細）。前述した「教えて、ぢぢい・ヴァヴァア」と週交替で実施されていた。
あの日のダイアリー
リスナーのちょっとした面白おかしい体験談を日記風に紹介するコーナー。中期～末期にかけて「みえまん・いわちん」に次ぐ人気を博した。特に岩田光央はこのコーナーが相当気に入ったらしく、番組が終了した2001年春より放送が始まった「岩田光央と???のVナビ」では、番組唯一のコーナーとして「ふつつか日記」を設立。タイトル名が違うだけでコーナーの進行は「あの日の…」と全く同じであった。
みえまん・いわちんの、私はこんなん、俺のはこんなんだ!!（通称：みえまん・いわちん）
この番組において、唯一第1回目から最終回まで存続した名コーナー。最後に設けられていた正に「大トリ」のコーナーである。ルールは、簡単に言えば「言葉遊び」で、インパクトのある言葉を「こんなんキング」に対してぶつけ、より衝撃的なネタを新たな「こんなんキング」として表彰する。（後述備考）

## コーナーにまつわる様々なエピソード・ハプニング

### Mの確率とVの確執
2000年春の改編時にスタートした「Mの確率」。ルールは前述の通り、ビクターの社員と三重野瞳、岩田光央がサイコロの目をそれぞれ2つずつ予想し、サイコロを振って見事当てた者が曲紹介・宣伝の権利を得るというものであった。ところがビクターの社員はどういうわけかサイコロ運が信じられないほど悪く、初めて目を当て曲紹介の権利を手にしたのはコーナー開始から半年もたってからの事であった。
当時からリスナーより「サイコロ以外で勝負をした方がいいのでは」という案が多数取り寄せられていた事もあってか、ビクターの社員が勝利した次の回からタイトル名が「Vの確執」となり、クイズやミニゲームに勝った者が曲紹介・宣伝の権利を得られるようにルールが変更された。しかしその途端にビクターの社員側に勝ち運が流れるようになり、「悪いけどちょっと相手にならない・・・」と、パーソナリティーに対して見下す態度が見られた時もあった。

### 看板コーナー「みえまん・いわちんの、私はこんなん、俺のはこんなんだ!!」
（以下コーナー名は「みえまん・いわちん」と記す）

#### ネタの変化
初期の頃は「主に食用 だ!」「ちょっとさわるとはじけて痛い だ!」など、独自に考えた衝撃的なワード（一言ギャグ）が多かったが、回を追うごとに「整列! 前にならえ! 直れ! おしめ（休め）! だ!」「可愛さ余って実は百歳（憎さ百倍） だ!」など、格言・名言・ことわざ等の一部を弄ってネタとして出すケースが多く見られるようになり、かつてフジテレビ系列で放送されていたバラエティ番組『タモリのボキャブラ天国』に準ずる形になっていった。

#### 爆ネーム
「みえまん・いわちん」で、3週連続でこんなんキングに表彰される（2度の防衛に成功する事。以下3連勝と記す）と、爆ネームという称号が得られ、男性リスナーの場合は「チン」、女性リスナーの場合は「マン」がペンネームに付けられた。圧倒的に男性リスナーの投稿が多かったため、たいてい爆ネームには「チン」が使われ、最後まで「マン」がペンネームについた女性リスナーは、たった1人しかいなかった。
1997年3月頃、当時番組は夕方から宵のうちに放送されていたため、4月以降に野球中継が入ると番組が終了してしまうのでは、との不安から、岩田光央の爆ネーム大放出と銘打って、1度こんなんキングに表彰されただけで爆ネームをつけるというサービスがあったが、番組存続が決定されてからは3連勝の場合のみに戻された。
1999年1月以降、ネタが多様化したためか3連勝するリスナーがほとんどいなくなったため、2連勝で爆ネームを付けるようになり、この体制が最後まで続いた。

#### 飯塚雅弓関連ネタ騒動
2000年夏頃から三重野瞳が飯塚雅弓のものまねを好んでするようになったことから「みえまん・いわちん」にもそれに関するネタが集中するようになった。しかし当時、飯塚雅弓がパーソナリティーを務める番組「飯塚雅弓のMEGA-TONスマイル」がラジオ大阪などで放送されていた（特にラジオ大阪では1番組を挟んだ次の時間帯にプログラムされていた）為、彼女のファンや一部リスナーからは、飯塚雅弓のキャラを出すネタを慎むようにクレームが出た。一方でハガキ職人と呼ばれるリスナーからは逆に飯塚雅弓ネタ出しをもっと煽るようなネタが投稿されたりもした。そこで騒ぎを収めるべく、2000年12月に開催された「Vステ冬の陣2000」では「ごめんなさい」というテーマに則り「みえまん・いわちん」の特別編として、飯塚雅弓関連のネタを出し切ってやり納め、その回のエンディング時に飯塚雅弓本人に直接謝るという形をとった。
これで完全に騒ぎは収まったかと思いきや、翌週の「みえまん・いわちん」では三重野瞳がうっかり飯塚雅弓ネタを採用して、岩田光央に叱られてしまう。その後は完全に飯塚雅弓関連のネタは採用されなくなり騒ぎは収束となった。

## 瞳と光央の爆発ラジオ30!
瞳と光央の爆発ラジオ30!（ひとみとみつおのばくはつらじお サーティー）は、1998年4月から10月までKBCラジオで放送されていたラジオ番組。本編「瞳と光央の爆発ラジオ」の30分バージョンともいえる。
当初はKBCラジオとCBCラジオの2局ネットでの放送予定であり、本家の爆発ラジオでも東海地方と九州地方のリスナー向けに番宣を行っていた。しかし編成上の都合でCBCラジオでのオンエアーが中止となり、KBCラジオでの単局ネットとなった。
放送開始から3ヶ月後に東海ラジオでのオンエアーが決まり、改めて東海地方と九州地方の2局ネットとなった。

### 放送局
- KBCラジオ （1998年4月 - 1998年10月） 金曜 24:00 - 24:30
- 東海ラジオ （1998年7月 - 1998年10月） 金曜 24:30 - 25:00

### 主なコーナー
東海九州フルマン選手権
「故郷対抗タイマン選手権」の略。東海地方と九州地方の自慢をぶつけ合うコーナー。